# Luis Solignac
Luis Emilio Solignac (Buenos Aires, Argentina, 16 de febrero de 1991) es un futbolista argentino. Se desempeña como centrodelantero y su actual club es el San Antonio FC de la USL Championship.

## Trayectoria
Realizó su formación como jugador en el Club Atlético Platense y allí debutó como profesional el 8 de noviembre de 2008, cuando en el Estadio Ciudad de Vicente López Platense cayera por 0-2 ante Instituto. En aquella ocasión, “Lucho” ingresó en el entretiempo, para disputar la segunda etapa, en reemplazo del defensor Patricio Aiello. Su primer gol lo convirtió en la fecha 28 del torneo, cuando a seis minutos de finalizar el encuentro ante Atlético de Rafaela, luego de un gran contragolpe, marcó mediante una exquisita definición. Pero no sería hasta la fecha 34 en la que Luis pudo, finalmente, arrancar como titular en Platense. Justamente esa tarde sería en la que convertiría su segundo y último gol oficial en un primer plantel argentino, cuando ajustició a Los Andes, en una nueva victoria de su equipo. Disputó un total de 13 partidos jugados (4 como titular) marcando 2 goles.
Solignac literalmente “desapareció” del plantel cuando Platense disputaría el Campeonato de Primera B Nacional 2009/10. Algunos hablaban de que una convocatoria al Seleccionado Sub-20, comandado por aquel entonces por Sergio Batista, le había abierto la posibilidad de poder emigrar al fútbol español, mencionándose al Sevilla como su probable destino. Otros luego comentaron que, en realidad, se encontraba a prueba en la cuarta división de Huracán. De repente, “Lucho” había sido colocado en el Europa, pero en Portugal, donde defendió los colores del Sporting Clube de Braga por seis meses.
El Club Atlético Banfield lo incorporó a su plantel en agosto de 2010. Protagonizó la temporada de Reserva, en la cual convirtió importantes goles que redondearían una aceptable sexta colocación en la tabla final de posiciones de un campeonato que terminaría obteniendo el clásico rival, Lanús.
En el año 2011, con 20 años cumplidos, regresó a Platense que había descendido a la tercera división de Argentina por pedido del entrenador Fabián Nardozza. Disputó 33 partidos y marcó 2 goles en lo que fue un gran ciclo en su carrera. Su equipo estuvo al borde del ascenso a la Primera B Nacional aunque perdió en semifinales del torneo reducido frente a Nueva Chicago.
Emigró nuevamente del país para instalarse en Suecia, donde el Djurgårdens IF Fotboll lo ficharía. Se mantuvo seis meses allí ya que a mediados de 2013 lo contrataría el IFK Mariehamn de Finlandia donde marcó 23 goles en 47 partidos.
Cuando a principio de 2015 todo parecía que volvería a Argentina para fichar por Unión de Santa Fe, firmó contrato con el Club Atlético Nueva Chicago de la Primera División. Debutó el 16 de febrero en la derrota 3 a 1 frente a Belgrano de Córdoba por la primera fecha del campeonato. Convirtió su primer gol frente a Arsenal de Sarandí en la fecha 3 del torneo. Por la fecha 7, le marcó otro gol a Argentinos Juniors.
En abril del 2015, el Colorado Rapids de la Major League Soccer, máxima categoría de Estados Unidos, contrató al delantero. Previamente, el representante del jugador había pagado $ 600.000 por la cláusula de rescisión de contrato.
Fue intercambiado al Chicago Fire el 3 de agosto de 2016 por dinero de asignación. Se ganó la titularidad del club de Chicago, y para la temporada 2017 anotó cuatro goles y tres asistencias solo en los primeros 15 juegos, el mejor de ese momento de la MLS ayudando al equipo a mantener una racha de 8 partidos.
Jugó los primeros encuentros de la temporada 2018, pero una lesión en el cuadríceps lo dejó fuera por unos meses. Volvió a las canchas el 30 de mayo contra Philadelphia Union, y jugó los 90 minutos de un partido desde su lesión el 4 de agosto ante Real Salt Lake.
El jugador argentino fue liberado por Chicago Fire al término de la temporada 2018.
El 26 de octubre de 2020 se oficializa la llegada a San Luis de Quillota, su técnico Marcelo Raya, lo convence de llegar a defender la camiseta amarilla del equipo que milita en la Primera B del fútbol chileno.
Luego de su debut sufre una lesión  que lo margina de la temporada.

## Clubes
| Club                    | País           | Año           | Partidos | Goles |
| ----------------------- | -------------- | ------------- | -------- | ----- |
| Platense                | Argentina      | 2008-2009     | 14       | 4     |
| Sporting Braga (cesión) | Portugal       | 2009          | 0        | 0     |
| Banfield (cesión)       | Argentina      | 2010          | 0        | 0     |
| Platense                | Argentina      | 2011-2012     | ?        | ?     |
| Djurgårdens IF (cesión) | Suecia         | 2013          | 14       | 1     |
| IFK Mariehamn (cesión)  | Finlandia      | 2013-2014     | 50       | 25    |
| Nueva Chicago           | Argentina      | 2015          | 10       | 2     |
| Colorado Rapids         | Estados Unidos | 2015-2016     | 33       | 3     |
| Chicago Fire            | Estados Unidos | 2016-2018     | 57       | 9     |
| San Antonio FC          | Estados Unidos | 2020          | 16       | 8     |
| San Luis de Quillota    | Chile          | 2020          | 1        | 0     |
| El Paso Locomotive FC   | Estados Unidos | 2021-2023     | 58       | 26    |
| San Antonio FC          | Estados Unidos | 2024-presente |          |       |